# Body Language
Body Language je deveti studijski album avstralske pevke Kylie Minogue, ki je izšel 20. novembra 2003 preko založbe Parlophone. Čeprav album Body Language tako finančno kot komercialno ni bil tako uspešen kot njegov predhodnik, album Fever (2001), je še vseeno zasedel eno izmed prvih petih mest na mnogih glasbenih lestvicah v različnih državah. Prejel je dvakratno platinasto certifikacijo v Avstraliji, platinasto certifikacijo v Združenem kraljestvu in zlato certifikacijo v Avstriji. Do marca 2011 je album v Združenih državah Amerike prodal 177.000 izvodov.

## Informacije o albumu
Album Body Language je deveti glasbeni album Kylie Minogue in njen tretji album, izdan preko založbe Parlophone Records. Naslov izvira iz kitice iz pesmi »Slow«. Album so posneli čez poletje 2003 v Veliki Britaniji, na Irskem in v Španiji. Kylie Minogue je ob ustvarjanju albuma ponovno sodelovala z Richardom Stannardom, Julianom Gallagherjem, Cathy Dennis, Karen Poole in Johnnyjem Douglasom, pa tudi z Danom Careyjem in Emiliano Torrini, poznanima kot skupina Sunnyroads.
Album Body Language so promovirali s pomočjo edinstvenega koncerta Money Can't Buy, 15. novembra 2003 v areni Hammersmith Apollo v Londonu. Vstopnice za koncert niso bile v prosti prodaji, zato so koncertu prisostvovali le povabljeni gosti in gledalci, ki so jih izžrebali po vsej Evropi. Kylie Minogue je na koncertu nastopila s sedmimi novimi pesmimi ter nekaj starejšimi pesmimi. Julija 2004 so posnetke koncerta izdali tudi preko DVD-ja, ki je vključeval neurejene dele koncerta, prikaz dodatnih učinkov pri nastopu s pesmima »Slow« in »Chocolate«, dokumentarni film ustvarjanja koncerta in videospote za vse single, izvedene na koncertu.
Avstralska in japonska različica albuma je vključevala dodatno pesem »Slo Motion«, japonska različica pa še dodatno pesem »You Make Me Feel«. Ko je izšla severnoameriška različica pesmi, so preko nje izdali tudi videospot za pesem »Slow« in nastop v živo s koncerta Money Can't Buy s pesmijo »Can't Get You Out of My Head« ter dve dodatni pesmi, »Cruise Control« in »You Make Me Feel«. K ameriški različici albuma so dodali še šest razglednic. Album je zasedel drugo mesto na lestvici Billboard 200 in do danes so v Združenih državah Amerike prodal 177.000 izvodov.

## Singli
- Pesem »Slow« je novembra 2003 izšla kot prvi in glavni singl z albuma. Debitirala je na prvem mestu avstralske in britanske glasbene lestvice ter nazadnje prvo mesto zasedla še na lestvicah na Danskem in v Romuniji. Pozno leta 2003 ali zgodaj leta 2004 je zasedla tudi eno izmed prvih desetih mest na mnogih drugih lestvicah, med drugim tudi na kanadski, italijanski, nizozemski in novozelandski lestvici. Pesem je zasedla prvo mesto na Billboardovih lestvicah Hot Dance Club Play in Hot Dance Airplay. Singl je bil leta 2005 nominiran za grammyja v kategoriji za »najboljše plesno delo« ter nazadnje prejel platinasto certifikacijo za uspešno prodajo v Avstraliji.
- Pesem »Secret (Take You Home)« je kot singl izšla le na Tajskem in še to le na CD-jih v omejeni izdaji zgodaj leta 2004. Nastop s pesmijo iz DVD-ja Body Language Live so izdali kot promocijski posnetek pesmi.
- Pesem »Red Blooded Woman« je izšla februarja 2004. Zasedla je četrto mesto na avstralski in peto na britanski glasbeni lestvici. Pesem je zasedla eno izmed prvih desetih mest na madžarski, irski in italijanski lestvici. Pesem je zasedla prvo mesto na lestvici Billboard Hot Dance Airplay Chart in postala velika radijska uspešnica v Združenih državah Amerike. Na Novi Zelandiji je pesem prejela zlato certifikacijo in na tamkajšnji lestvici zasedla osemnajsto mesto.
- Pesem »Chocolate« je izšla junija in julija 2004 v Avstraliji. Ko je debitiral na šestem mestu britanske lestvice, je singl postal sedemindvajseti singl Kylie Minogue, ki je zasedel eno izmed prvih desetih mest na britanski lestvici ter med prvimi petinsedemdesetimi pesmimi na lestvici ostal še sedem tednov. Pesem je zasedla štirinajsto mesto na avstralski glasbeni lestvici.

## Sprejem s strani kritikov
Album Body Language je s strani glasbenih kritikov prejel v glavnem pozitivne ocene. Novinarji s spletne strani Metacritic so albumu dodelili povprečno oceno, saj so mu dodelili 62 točk od stotih, kar je temeljilo na sedemnajstih »v povprečju pozitivnih« ocenah. Rob Sheffield iz revije Rolling Stone je albumu dodelil tri od petih zvezdic in ga označil za »fantastičnega« ter posebej pohvalil njen »zapeljivi glas v slogu Princea z elektro-disko temami v pesmih, kot sta 'Slow' in 'Secret (Take You Home)'.« Chris True, ki piše za spletno stran Allmusic, je album opisal kot njen »prvi korak naprej« in »po vsej verjetnosti najboljši album njene kariere.«
Ostale ocene niso bile tako dobre. V oceni za revijo PopMatters je Adrien Begrand sicer pohvalil pesmi, kot sta »Slow« in »Sweet Music«, a napisal je, da se ostale pesmi »z lahkoto pozabi« in da so »prazne«. Dejal je tudi, da se je Kylie Minogue z albumom Body Language »nekoliko spozabila« in da je njen prejšnji album, Fever, veliko boljši. Sharon O'Connell s spletne strani Yahoo! Music je albumu dodelil pet zvezdic od desetih in ga označil za »slabo potezo«, a vseeno pohvalil določene pesmi, saj naj bi spominjale na njene prve uspešnice v poznih osemdesetih, in jih primerjal z deli disko glasbenikov iz osemdesetih, kot so Duran Duran, Dead or Alive in Nu Shooz.
Revija Q je album Body Language označila za petdeseti najboljši album leta 2003.

## Seznam pesmi
| Št. | Naslov                   | Pisec | Producent(i)        | Dolžina |
| --- | ------------------------ | --- | ------------------- | ------- |
| 1.  | „Slow‟                   | Kylie Minogue, Dan Carey, Emilíana Torrini                                                                                                   | Sunnyroads          | 3:15    |
| 2.  | „Still Standing‟         | Ash Thomas, Alexis Strum | Baby Ash            | 3:40    |
| 3.  | „Secret (Take You Home)‟ | Curtis T. Bedeau, Gerard Charles, Hugh Clarke, Reza Safinia, Lisa Greene, Paul George, Brian P. George, Lucien J. George, Niomi McLean-Daley | Rez                 | 3:16    |
| 4.  | „Promises‟               | Kurtis el Khaleel, David Billing | Kurtis Mantronik    | 3:17    |
| 5.  | „Sweet Music‟            | Minogue, Karen Poole, Thomas | Baby Ash            | 4:11    |
| 6.  | „Red Blooded Woman‟      | Johnny Douglas, Poole | Douglas             | 4:21    |
| 7.  | „Chocolate‟              | Douglas, Poole | Douglas             | 5:00    |
| 8.  | „Obsession‟              | Khaleel, Billing, M. Grey | Mantronik           | 3:31    |
| 9.  | „I Feel for You‟         | Liz Winstanley, J. Piccioni, S. Anselmetti                                                                                                   | Electric J          | 4:19    |
| 10. | „Someday‟                | Minogue, Torrini, Thomas | Baby Ash            | 4:18    |
| 11. | „Loving Days‟            | Minogue, Richard Stannard, Julian Gallagher, Dave Morgan                                                                                     | Stannard, Gallagher | 4:26    |
| 12. | „After Dark‟             | Cathy Dennis, Chris Braide | Dennis, Braide      | 4:10    |

| Avstralski dodatek | Avstralski dodatek | Avstralski dodatek                                  | Avstralski dodatek | Avstralski dodatek |
| Št.                | Naslov             | Pisec                                               | Producent(i)       | Dolžina            |
| ------------------ | ------------------ | --------------------------------------------------- | ------------------ | ------------------ |
| 13.                | „Slo Motion‟       | Minogue, Andrew Frampton, Mark Stent, Wayne Wilkins | The Auracle        | 4:18               |

| Japonski dodatek | Japonski dodatek   | Japonski dodatek                                | Japonski dodatek | Japonski dodatek |
| Št.              | Naslov             | Pisec                                           | Producent(i)     | Dolžina          |
| ---------------- | ------------------ | ----------------------------------------------- | ---------------- | ---------------- |
| 13.              | „You Make Me Feel‟ | Minogue, Tommy D, Felix Howard, Marius de Vries | D                | 4:19             |
| 14.              | „Slo Motion‟       | Minogue, Frampton, Stent, Wilkins               | The Auracle      | 4:18             |

| Severnoameriški dodatek | Severnoameriški dodatek | Severnoameriški dodatek      | Severnoameriški dodatek | Severnoameriški dodatek |
| Št.                     | Naslov                  | Pisec                        | Producent(i)            | Dolžina                 |
| ----------------------- | ----------------------- | ---------------------------- | ----------------------- | ----------------------- |
| 13.                     | „Cruise Control‟        | Minogue, Douglas, Poole      | Douglas                 | 3:55                    |
| 14.                     | „You Make Me Feel‟      | Minogue, D, Howard, de Vries | D                       | 4:19                    |

B-strani
Na voljo ob singlu »Slow«
- »Soul on Fire« – 3:32
- »Sweet Music« – 4:08

Na voljo ob singlu Red Blooded Woman«
- »Almost a Lover« – 3:40
- »Cruise Control« – 4:53

Na voljo ob singlu »Chocolate«
- »City Games« – 3:42
- »Love at First Sight« (v živo s turneje Money Can't Buy) – 4:57

## Ostali ustvarjalci
Seznam ljudi, ki so sodelovali pri izdelavi albuma Body Language:
| - Kylie Minogue – glavni vokali, spremljevalni vokali - Niall Alcott – audio inženir orkestra (pesem 11) - Baby Ash – producent (pesmi 2, 5, 10); mešanje (pesmi 2, 5, 9, 10); vokalni producent (pesem 9); urejanje refrena, spremljevalni vokali (pesem 2) - William Baker – vizualni efekti, stilist - David Billing – spremljevalni vokali (pesem 4) - Chris Braide – vsi inštrumenti, spremljevalni vokali (pesem 12) - Dave Clews – dodatni učinki (pesmi 3, 6, 7); programiranje, vokalni inženir (pesmi 6, 7); klaviature (pesem 6) - Cathy Dennis – producentka, vsi inštrumenti, spremljevalni vokali (pesem 12) - Johnny Douglas – vokalna produkcija , dodatna produkcija (pesmi 3, 4, 8); vsi inštrumenti, spremljevalni vokali, producent, mešanje (pesmi 6, 7) - Electric J – producent (pesem 9) - Steve Fitzmaurice – mešanje (pesmi 3, 4, 8) - Dylan Gallagher – pre-produkcija (pesem 12) - Julian Gallagher – producent, klaviature, programiranje (pesem 11) - Green Gartside – dodatni vokali (pesem 10) - Miriam Grey – spremljevalni vokali (pesem 4) - A. Guevara – MC (pesem 7) - Simon Hale – urejanje brenkal (pesem 11) - Tony Hung – direkcija, grafično urejanje | - Damon Iddins – asistent mešanja (pesmi 3, 4, 8) - Lion – urejanje refrenov (pesem 2) - Londonski filharmonični orkester – orkester (pesem 11) - Kurtis Mantronik – producent(pesmi 4, 8) - Tony Maserati – mešanje (pesem 12) - Dave McCracken – programiranje (pesem 12) - Mert and Marcus – fotografiranje - Dave Morgan – kitara, klaviature (pesem 11) - Mr. Dan – mešanje (pesem 1) - Geoff »Peshy« Pesh – audio urejanje - Karen Poole – spremljevalni vokali (pesmi 6, 7) - Rez – producent (pesem 3) - Geoff Rice – asistent inženirja (pesem 12) - Richard »Biff« Stannard – producent, spremljevalni vokali, klaviature (pesem 11) - Alexis Strum – spremljevalni vokali (pesem 2) - Sunnyroads – producenta (pesem 1) - Danton Supple – inženir (pesem 12) - Alvin Sweeney – inženir, mešanje, programiranje (pesem 11) - Gavyn Wright – vodja orkestra (pesem 11) |

## Dosežki in certifikacije
| Lestvica (2003 – 2004)                                         | Dosežek |
| -------------------------------------------------------------- | ------- |
| Avstralija (ARIA)                                              | 2       |
| Avstrija (Ö3 Austria Top 40)                                   | 23      |
| Belgija (Flandrija; Ultratop 50)                               | 10      |
| Belgija (Valonija; Ultratop 40)                                | 33      |
| Danska (IFPI - Danska)                                         | 22      |
| Nizozemska (MegaCharts)                                        | 19      |
| Evropa (European Top 100 Albums)                               | 9       |
| Finska (Musiikkituottajat)                                     | 32      |
| Francija (Syndicat National de l'Édition Phonographique)       | 31      |
| Nemčija (Media Control Charts)                                 | 11      |
| Irska (IRMA)                                                   | 19      |
| Japonska (Oricon)                                              | 43      |
| Nova Zelandija (Recording Industry Association of New Zealand) | 23      |
| Norveška (VG-lista)                                            | 21      |
| Poljska (OLiS)                                                 | 49      |
| Portugalska (Associação Fonográfica Portuguesa)                | 14      |
| Švedska (Sverigetopplistan)                                    | 20      |
| Švica (Swiss Music Charts)                                     | 8       |
| Združeno kraljestvo (UK Albums Chart)                          | 6       |
| Združene države Amerike (Billboard 200)                        | 42      |

| Država              | Certifikacija |
| ------------------- | ------------- |
| Avstralija          | 2× platinasta |
| Avstrija            | Zlata         |
| Združeno kraljestvo | Platinasta    |

| Lestvica (2003)   | Dosežek |
| ----------------- | ------- |
| Avstralija (ARIA) | 54      |
| Lestvica (2004)   | Dosežek |
| Avstralija (ARIA) | 85      |